# Polystira sunderlandi
Polystira sunderlandi är en snäckart som beskrevs av Edward James Petuch 1987. Polystira sunderlandi ingår i släktet Polystira och familjen Turridae. Inga underarter finns listade i Catalogue of Life.